# Leif Arne Heløe
Leif Arne Heløe (* 8. August 1932 in Harstad, Fylke Troms) ist ein norwegischer Politiker der konservativen Høyre, der zwischen 1981 und 1986 Sozialminister in der Regierung Willoch war. Später war er von 1991 bis 2000 Regierungspräsident (Fylkesmann) des Fylke Troms.

## Leben

### Zahnarzt, stellvertretendes Mitglied des Storting und Hochschullehrer
Heløe, Sohn des Taxiunternehmers Leif Holm Heløe und der Kassiererin Aslaug Olivia Øyen Thoresen, absolvierte zwischen 1946 und 1952 die interkommunale Höhere Allgemeinbildende Schule in Harstad und begann anschließend ein Studium der Zahnmedizin an der Norwegischen Zahnmedizinischen Hochschule (Norges Tannlegehøgskole), das er 1956 mit dem akademischen Grad eines Candidatus odontologiæ (cand.odont.) abschloss. Nach einer anschließenden einjährigen Verwendung als Zahnarzt auf dem Marinestützpunkt Ramsund, arbeitete er von 1957 bis 1960 als Schulzahnarzt in Harstad sowie von 1960 bis 1969 als Bezirkszahnarzt und Gutachter im zahnärztlichen Bezirk von Harstad.
Seine politische Laufbahn begann er in der Kommunalpolitik und war zunächst von 1959 bis 1963 Mitglied des Stadtrates sowie anschließend zwischen 1963 und 1967 Mitglied des Gemeindevorstandes von Harstad, ehe er zuletzt zwischen 1967 und 1969 Bürgermeister von Harstad war. Daneben war er zwischen 1960 und 1965 Vorsitzender der Jugendorganisation seiner Partei (Unge Høyre) im Fylke Troms sowie von 1961 bis 1965 auch Mitglied des Zentralvorstandes der Unge Høyre. Gleichzeitig war er von 1963 bis 1966 Vorsitzender des Høyre-Stadtverbandes Harstad und anschließend zwischen 1966 und 1968 Vorsitzender des Høyre-Verbandes im Fylke Troms. Zugleich fungierte er von 1964 bis 1967 als Vize-Vizevorsitzender des Beirates des Krankenhauses von Harsted. Daneben war er von 1967 bis 1969 auch Mitglied des Ausschusses des Fylke Troms.
Er war zwischen 1965 und 1973 stellvertretendes Mitglied des Storting für das Fylke Troms. Zwischenzeitlich war er 1966 auch als staatlicher Zahnarzt im Fylke Troms tätig. Über viele Jahre engagierte sich Heløe auch kulturellen Leben Norwegens und war unter anderem zwischen 1964 und 1968 Vorsitzender des Beirates der Festspiele von Nord-Norge, von 1971 bis 1973 Vorsitzender des Beirates des Hålogaland Teater in Tromsø sowie von 1973 bis 1980 Vorsitzender des Beirates des Riksteatret in Nydalen.
Während dieser Zeit erhielt er zwischen 1970 und 1971 zunächst ein Forschungsstipendium des Norwegischen Allgemeinwissenschaftlichen Forschungsrates NAVF (Norges Almenvitenskapelige Forskningsråd) und anschließend von 1971 bis 1974 ein Stipendium für die Universität Oslo, an der er 1974 mit einer Dissertation zum Thema A socio-dental study in a disadvantaged rural population die Promotion zum Doctor odontologiae (Dr.odont.) erwarb. Daneben engagierte er sich von 1971 bis 1973 als Vorsitzender des Sozialpolitischen Forschungskreises der Høyre.
1975 nahm Heløe den Ruf auf eine Professur für Zahnmedizin an der Universität Oslo an und lehrte dort zunächst bis 1981. Zuletzt war er 1981 auch für einige Zeit Prodekan der dortigen Fakultät für Zahnmedizin. Nachdem er von 1975 bis 1977 Mitglied des Hauptvorstandes war, engagierte er sich zwischen 1977 und 1981 als Vizepräsident der Norwegischen Zahnärztevereinigung (Den Norske Tannlægeforening). Zwischenzeitlich fungierte er von 1979 bis 1981 auch als Vorsitzender des Rates für die Ausbildung von Sozialarbeitern.

### Sozialminister und Fylkesmann von Troms
Am 14. Oktober 1981 wurde Heløe von Statsminister (Ministerpräsident) Kåre Willoch zum Sozialminister (Statsråd, Sosialdepartementet) in dessen Regierung berufen und bekleidete dieses Ministeramt bis zum Ende von Willochs Amtszeit am 9. Mai 1986. Während seiner Ministertätigkeit war er von 1981 bis 1986 auch Mitglied des Zentralvorstandes der Høyre.
Nach seinem Ausscheiden aus der Regierung war Heløe, der 1982 einen Ehrendoktor der Universität Kuopio sowie 1984 einen weiteren Ehrendoktor der Universität Lund erhielt, zwischen 1986 und 1987 Gastwissenschaftler an den National Institutes of Health in den USA und nach seiner Rückkehr nach Norwegen noch einmal für ein Jahr Professor für Zahnmedizin an der Universität Oslo, ehe er zwischen 1988 und 1991 Verwaltungsdirektor des Norwegischen Allgemeinwissenschaftlichen Forschungsrates NAVF war. Zugleich war er zwischen 1989 und 1997 Vorsitzender des Beirates der Staatlichen Theaterhochschule (Statens Teaterhøgskole), die 1996 Teil der Kunsthochschule Oslo KHiO (Kunsthøgskolen i Oslo) wurde.
1991 wurde Heløe, der 1994 zum Kommander des Orden des Löwen von Finnland ernannt wurde, Nachfolger von Martin Buvik als Regierungspräsident (Flykesmann) des Fylke Troms und bekleidete dieses Amt bis zu seiner Ablösung durch Vilgunn Gregusson im Jahr 2000. Zugleich war er zwischen 1993 und 2000 erneut Beiratsvorsitzender des Hålogaland Teater sowie von 1997 bis 2005 Vorsitzender des Beirates der Norwegischen Theater- und Orchestervereinigung. Weiterhin war er von 1993 bis 2000 auch Vorsitzender des Beirates des Forschungsinstituts NORUT (Northern Research Institute)
Seit 2000 ist er in Teilzeit als Forscher am Norwegischen Institut für Stadt- und Regionalforschung NIBR (Norsk Institutt for By- og Regionforskning) tätig und war zum einen von 2002 bis 2006 Vorsitzender des Beirates der Stiftung Frambu, ein landesweites Kompetenzzentrum zur Beobachtung von rund 100 seltenen Krankheiten.
Heløe verfasste neben 90 wissenschaftlichen Artikel zu zahn- und sozialmedizinischen Themen auch rund 120 populärwissenschaftliche Aufsätze und Artikel.